# David Bedford
David (Vickerman) Bedford (Londen, 4 augustus 1937 – Hendon, 1 oktober 2011) was een Engelse componist en muziekpedagoog. Hij was een broer van de dirigent Stuart Bedford en een kleinzoon van de componist, schilder en schrijver Herbert Bedford en de componiste Liza Lehmann. Zijn moeder, Lesley Duff, was lid van de English Opera Group.

## Opleiding, carrière en muziek
Bedford was leerling van Lennox Berkeley aan de Royal Academy of Music in Londen en, met een studiebeurs, van Luigi Nono in Venetië en voorts aan de elektronische studio van de RAI in Milaan. 
Aan het einde van de jaren zestig speelde hij met anderen in de cultband The Whole World, wat hem opdrachten vanuit de rock-wereld bracht. Hij werkte ook samen met Mike Oldfield. Bedford deed ook orkestraties voor de films The Killing Fields (1984), The Supergrass (1985), Absolute Beginners (1986), Meeting Venus (1991), Orlando (1992) en was koor-coördinator voor The Mission (1986). Vanaf 1986 was hij Jeugdmuziek-directeur van de English Sinfonia. In deze functie heeft hij vele educatieve werken geschreven, aanvankelijk kleine stukken voor kinderen met weinig of geen muzikale opleiding, en ten slotte zeven schoolopera's. Zijn innovatieve modus procedendi heeft geleid tot werken als Seascapes (1986) en Frameworks (1989), waar studenten geïnstrueerd werden hun eigen muziek te creëren in de context van een publiek concert met een beroepsorkest. Zijn grootste educatieve werk in deze reeks is waarschijnlijk Stories from the Dreamtime, (1991), een stuk voor 40 dove kinderen en symfonieorkest.
Hij werkte als docent aan het Queen's College in Londen. 
Bedford was als avant-garde klassiek componist voortdurend op zoek naar nieuwe combinaties en mengderegelmatig zijn werken met gedichten, stemmen en afwijkende instrumentaties. Hij kreeg ruim 30 jaar opdrachten van vooraanstaande orkesten en organisaties, zoals Royal Philharmonic Orchestra, London Philharmonic Orchestra, Royal Liverpool Philharmonic Orchestra, English Sinfonia, Scottish Chamber Orchestra, John Alldis Choir, Singcircle, Electric Phoenix, Endymion Ensemble, British Association for Symphonic Bands and Ensembles (BASBWE), The Composers Ensemble, The Aldeburgh Festival, Harrogate Festival, Spitalfields Festival, Chelmsford Festival, Huddersfield Festival, Kings Lynn Festival, Norfolk en Norwich Festival en vele BBC-opdrachten.

## Composities

### Werken voor orkest
- 1965: This one for you, voor orkest
- 1968: Gastrula, voor orkest
- 1974: Star's End, voor solo elektrisch gitaar, elektrisch basgitaar, slagwerk en orkest
- 1976: Alleluia Timpanis, voor orkest
- 1981: Prelude for a maritime Nation, voor orkest
- 1981: Ocean star a dreaming song, voor jeugd- of schoolorkest
- 1983: The Valley sleeper, the children, the snakes and the giant, voor kamerorkest
- 1984: Symphony Nr. 1, voor orkest
- 1988: The Transfiguration, voor kamerorkest, piano en slagwerk
- 1991: Stories from the Dreamtime - voor 40 dove kinderen en orkest (1991)
- 1992: In Plymouth Town, voor kamerorkest
- 1992: Allison's Overture, voor orkest
- 1993: Allison's Concerto, voor trompet en orkest
- 1994: Concerto, voor blokfluit en strijkers
- 1994: The Goddess of Mahi River, voor  sitar, tabla, dwarsfluit, cello en kamerorkest
- 1995: Colchester Variations, voor orkest
- 1995: Levels, voor jeugd- en beroepsstrijkorkest
- 1998: At the sign of the crumhorn, voor orkest
- 1998: Concerto, voor hobo en strijkorkest
- 1998: The Sultan's Turret, voor orkest
- 1999: Hetty Pegler's Tump, voor amateurorkest
- 1999: Like a strand of Scarlet, voor barok kamerorkest
- 2000: Odyssey 3000, voor strijkers, blokfluiten, slagwerk, acteurs en dans groepen

### Werken voor harmonieorkest en brassband
- 1982: Sun Paints Rainbows on the Vast Waves, voor harmonieorkest
- 1985: Sea and Sky and Golden Hill, voor harmonieorkest
- 1986: Ronde for Isolde, voor harmonieorkest
- 1987: Symphony Nr. 2, voor harmonieorkest
- 1989: Toccata for Tristan, voor brassband
- 1990: Praeludium, voor harmonieorkest
- 1992: Canzona, voor solo trombone en brassband
- 1992: Susato Variations, voor piano en harmonieorkest
- 1995-1996: Canons and Cadenzas, voor harmonieorkest
- 1998: Requiem, voor brassband
- 2000: Sprites, Elves and Blue Jets, voor harmonieorkest en strijkorkest

### Missen en gewijde muziek
- 1980: Requiem, voor sopraan solo, gemengd koor en orkest - tekst: Robert Louis Stephenson
- 1987: Into thy wondrous House, voor sopraan solo, kinderkoor, gemengd koor en orkest - tekst: Jesaja, Kenneth Patchen
- 1993: I am going home with thee (A charm of rest), voor zes solo vrouwenstemmen, gemengd koor en strijkorkest - tekst: Carmina Gadelica
- 1994: A Charm of Grace, voor 24 stemmen - tekst: Carmina Gadelica
- 1996: A Charm of Joy, voor gemengd koor, strijkers en tune tubes - tekst: Carmina Gadelica
- 1996-1997: A Charm of Blessings, voor solisten, kinderkoor, gemengd koor en orkest - tekst: Carmina Gadelica
- 1999: Magnificat and Nunc Dimittis, voor gemengd koor en orgel

### Muziektheater

#### Schoolopera's
- 1978: The Rime of the ancient Mariner - libretto: Samuel Taylor Coleridge
- 1979: The Death of Baldur - libretto: Terry Bagg, verhaal op een mythe uit IJsland
- 1980: Fridiof's Saga - libretto: Terry Bagg, verhaal op een mythe uit IJsland
- 1982: The Ragnarok - libretto: Terry Bagg, verhaal op een mythe uit IJsland
- 1987: The Camlann Game - libretto: Bob Williams
- 1988: The return of Odysseus - libretto: van de componist
- 1992-1993: Anna - libretto: Allison Powell, Chloe Phillips

### Werken voor koren
- 1963: Twee gedichten voor koor, voor gemengd koor - tekst: Kenneth Patchen
- 1964-1965: A dream of the seven lost Stars, voor gemengd koor en kamerorkest - tekst: Kenneth Patchen
- 1971: Star Clusters, Nebulae and Places in Devon, voor koor en koperblazers of brassband - tekst: van de componist
- 1974: Twelve hours of sunset, voor gemengd koor en orkest - tekst: Roy Harper
- 1974: The golden wine is drunk, voor 16 solostemmen - tekst: Ernest Dowson
- 1976: The Odyssey, voor gemengd koor en orkest - tekst: Homerus
- 1977-1978: The Way of truth, voor gemengd koor en elektronica - tekst: Parmenides (vertaling: Karl Popper)
- 1978: Of beares, foxes and many, many wonders, voor gemengd koor en orkest - tekst: Richard Hakluyt
- 1978: The song of the white Horse, voor gemengd koor en orkest
- 1982: Of Stars, Dreams and Cymbals, voor gemengd koor - tekst: Sir Thomas Browne
- 1985-1986: An Island in the Moon,  voor gemengd koor - tekst: William Blake
- 1997: Lift up your heads, voor zevenstemmig gemengd koor (SAATTBB) - tekst: Georg Friedrich Händel uit de Messias
- 1999: The Grace of Love, voor gemengd koor
- 1999-2000: From clocks to stars, voor solisten (countertenor, tenor, tenor, bariton), kinderkoor, gemengd koor, orgel en slagwerk
- 2000: The City and the stars, voor gemengd koor en orkest - tekst: Arthur C. Clarke
- 2007-2008: Wake into the Sun, voor gemengd koor, elektrische gitaar, elektrische basgitaar, toetseninstrument, drum-set, slagwerk en orkest

### Overige vocale muziek
- 1965: Muziek voor Albion Moonlight, voor sopraan, dwarsfluit, klarinet, melodica, piano, viool, cello - tekst: Kenneth Patchen
- 1966: That white and radiant Legend voor spreker, sopraan, dwarsfluit, hobo, klarinet, fagot, viool, cello en contrabas - tekst; Kenneth Patchen
- 1969: The tentacles of the dark nebula, voor tenor, drie violen, twee altviolen en contrabas - tekst: Arthur C. Clarke
- 1972: Holy Thursdey with Squeakers, voor sopraan, elektrisch piano, altviool/orgel, sopraansaxofoon/fagot en slagwerk - tekst: William Blake
- 1972: When I heard the learned Astronomer, voor tenor, twee dwarsfluiten, twee hobos, twee klarinetten, twee fagotten, drie hoorns, trombone, bastrombone, tuba - tekst: Walt Whitman/Cammille Flammarion
- 1977: On the Beach at Night, voor twee tenors, piano en kleine orgel - tekst: Walt Whitman
- 1981: Vocoder Sextet, voor zangstem, dwarsfluit, klarinet, viool, cello en EMS recorder - tekst: van de componist
- 1981: The Juniper Tree, voor sopraan, blokfluit en klavecimbel -tekst: Terry Bagg
- 1987: Gere curam mei finis, voor vier solisten en elektronica - tekst: Kenneth Patchen
- 1990: The OCD Band and the Minotaur, voor sopraan, dwarsfluit, klarinet, viool, cello, elektrische gitaar, piano - tekst: Elisabeth Gorla
- 1990: Even now, voor sopraan, twee klarinetten, altviool, cello, contrabas - tekst: Ernest Dowson
- 1991: Maggie's Farewell, voor sopraan, twee klarinetten, altviool, cello en contrabas - tekst: Mrs. Margaret Thatcher
- 1991: The Bird of the Mountain, voor sopraan, twee klarinetten, altviool, cello en contrabas - tekst: Kenneth Patchen
- 1992: Touristen Dachau, voor mannen stemmen, sopraan, dwarsfluit, hobo, klarinet, viool, altviool en slagwerk - tekst: Michael White
- 1994: My Mother my Sister and I, voor 3 sopranen en geluidsband - tekst: Allison Powell
- 1995: Epitaphs, voor bariton en piano
- 1997: Inventress of the vocal frame, voor countertenor, klavecimbel, 2 barok-violen, barok-cello - tekst: John Dryden

### Kamermuziek
- 1963: Piece for Mo, voor slagwerk, vibrafoon, accordeon, 3 violen, cello en contrabas
- 1963: Five, voor strijkkwintet
- 1963: The Garden of Love, voor dwarsfluit, klarinet, hoorn, trompet, contrabas en rockband
- 1967: Trona for 12, voor dwarsfluit, hobo, klarinet, fagot, 2 trompetten, 2 trombones, 2 violen, altviool, cello
- 1967: 18 Bricks left on april 21st, voor twee elektrische gitaren
- 1968: Pentomino, voor blazerskwintet
- 1969: A Garland for Dr. K, voor dwarsfluit, piccolo, altfluit, klarinet in Bes, Es klarinet, basklarinet, viool, altviool, cello, piano en klavecimbel
- 1970: The sword of Orion - voor fluit, klarinet, viool, cello, 4 metronooms en 32 slagwerkinstrumenten voor twee slagwerkers
- 1971: With 100 Kazoos, voor instrumentaal ensemble en publiek die kazoo's spelen
- 1972: Nurses song with elephants, voor 10 akoestische gitaren en zangers
- 1973: Jack of shadows, voor solo altviool, vier dwarsfluiten, twee hoorns, trombone, tuba, twee celli en twee contrabassen
- 1973: A Horse, his name was Hunry Fencewaver walkings, voor akoestische gitaar solo, dwarsfluit, klarinet, piano, viool, cello en contrabas
- 1973: Pancakes, with butter, maple syrup and bacon and the TV Weatherman, voor koperkwintet
- 1973: Variations on a Rhythm by Mike Oldfield, voor 84 slagwerkinstrumenten met 3 slagwerkers en dirigent
- 1976: Circe Variations, voor klarinet, piano, viool en cello
- 1976: The ones who wolk away from Omelas, voor dwarsfluit, hobo, klarinet, fagot, pauken, elektrische gitaar, elektrische basgitaar (beide met fuzz pedalen), twee violen, altviool en cello
- 1980: Fridiof Kennings, voor saxofoonkwartet
- 1981: Symfonie voor twaalf muzikanten, voor dwarsfluit, twee hobos, klarinet, hoorn, fagot, twee violen, altviool, cello, grote trom, slagwerk
- 1981: Strijkkwartet in a-klein
- 1981: Sextet, voor blazerskwintet en piano
- 1985: Diafon, voor dwarsfluit en vibrafoon
- 1985: Pentaquin, voor dwarsfluit/piccolo, klarinet, altviool, harp, slagwerk
- 1985: For Tess', voor koperkwintet
- 1988: Erkenne mich, voor dwarsfluit/altfluit, hobo/althobo, basklarinet, vibrafoon
- 1992: Cadenzas and Interludes, voor 2 klarinetten, altviool, cello en contrabas
- 1997-1998: Strijkkwartet Nr. 2
- 1999: Like as the Waves make towards the pebbled shore, voor blokfluit, gitaar, cello en contrabas

### Werken voor orgel
- 1991: Say not the struggle naught availeth

### Werken voor piano
- 1965: Piano Piece 1
- 1986: In Memoriam
- 1987: Hoquetus David, voor twee piano's
- 1987: Ma non sempre